# Josep Maria Batlle i Farran
Josep Maria Batlle i Farran (Puigverd de Lleida, 13 d'octubre 1949 — Puigverd de Lleida, 10 de maig de 2021) fou un agricultor, ramader i polític català, senador en la VII, VIII i IX legislatures d'Espanya.
Militant del PSC-PSOE, fou escollit per primer cop alcalde de Puigverd de Lleida a les eleccions municipals espanyoles de 1979 i ocupà el càrrec fins a 2003. També va ser diputat de la Diputació Provincial de Lleida de 1987 a 2003.
Escollit senador per la província de Lleida per l'Entesa Catalana de Progrés a les eleccions generals espanyoles de 2000, 2004 i 2008, al Senat d'Espanya va ser portaveu, entre mitjans 2008 i setembre de 2011, de la Comissió d'Agricultura, Ramaderia i Pesca, i també de la Comissió Mixta de Relacions amb el "Defensor del Pueblo".
Es va morir el 10 de maig de 2021 després de patir un accident de tractor.